# Roskóc
Roskóc (szlovákul: Roškovce) község Szlovákiában, az Eperjesi kerület Mezőlaborci járásában.

## Fekvése
Mezőlaborctól 7 km-re délnyugatra, a Laborc felső folyásától nyugatra fekszik.

## Története
A települést 1478-ban „Roskocz” alakban említik először. A 16. század közepén 4 portája volt. 1715-ben 13 házat számoltak a községben. 1787-ben 50 házában 316 lakos élt, földesura a Kéry család volt.
A 18. század végén Vályi András így ír róla: „ROSKÓCZ. Orosz falu Zemplén Várm. földes Ura Kéry Uraság, lakosai ó hitüek, fekszik d. Szukóhoz 1 1/2, é. Bisztrához fél órányira; egyéb minéműségei hasonlók Havaj helységéhez.”
1828-ban 34 háza és 267 lakosa volt, akik főként mezőgazdasággal, erdei munkákkal, állattartással foglalkoztak.
Fényes Elek 1851-ben kiadott geográfiai szótárában így ír a faluról: „Roskócz, orosz falu, Zemplén vmegyében: 8 romai, 260 g. kath., 4 zsidó lak. Görög anyaszentegyház. – 1106 hold szántófölddel. F. u. Kéry, Szirmay. Ut. p. N.-Mihály.”
Borovszky Samu monográfiasorozatának Zemplén vármegyét tárgyaló része szerint: „Roskócz, ruthén kisközség 44 házzal és 285 gör. kath. vallású lakossal. Postája, távírója és vasúti állomása Mezőlaborcz. A homonnai uradalom tartozéka volt s az újabb korban a Kéryek és Szirmayak voltak a földesurai. Most Wollmann  Kázmérnak van itt nagyobb birtoka. Gör. kath. temploma 1766-ban épült.”
Az első világháborúban a falu súlyos károkat szenvedett. 1920 előtt Zemplén vármegye Mezőlaborci járásához tartozott.

## Népessége
| Év:            | 1994. | 2004.    | 2014.    | 2024.    |
| -------------- | ----- | -------- | -------- | -------- |
| Emberek száma: | 246   | 217      | 185      | 132      |
| Eltérés:       |       | -11,78 % | -14,74 % | -28,64 % |

| Év:            | 2023. | 2024.   |
| -------------- | ----- | ------- |
| Emberek száma: | 139   | 132     |
| Eltérés:       |       | -5,03 % |

1910-ben 298, többségben ruszin lakosa volt, jelentős német kisebbséggel.
2001-ben 237 lakosából 184 szlovák és 48 ruszin volt.
2011-ben 194 lakosából 114 szlovák és 75 ruszin.

## Nevezetességei
Görögkatolikus temploma 1766-ban épült barokk-klasszicista stílusban.